# Irma (voornaam)
Irma is een Germaanse meisjesnaam die is afgeleid van de naam Irimbert of Irminbert. Het eerste deel van die naam, ermin of erman, hangt samen met de stamgod van de Herminonen en betekent zoveel als "verbonden, groot, geweldig".